# Arciom Radźkou
Arciom Radźkou (biał. Арцём Радзькоў, ros. Артём Радьков, Artiom Rad'kow; ur. 26 sierpnia 1985 w Mohylewie) – białoruski piłkarz, grający na pozycji obrońcy, reprezentant Białorusi.

## Kariera
Od 2006 powoływany do reprezentacji Białorusi. Ostatnim jego klubem był Gençlerbirliği SK. Wcześniej występował w białoruskich zespołach takich jak: Dniapro Mohylew i Tarpeda Żodino, BATE Borysow oraz rosyjskich FK Chimki i Terek Grozny.

## Statystyki
(stan na 3 czerwca 2010 - po 11 kolejce ligowej)
| Klub            | Sezon           | Liga             | Ligi krajowe | Ligi krajowe | Puchary krajowe | Puchary krajowe | Puchary kontynentalne | Puchary kontynentalne | Łącznie | Łącznie | Łącznie |
| Klub            | Sezon           | Liga             | Mecze        | Bramki       | Mecze           | Bramki          | Mecze                 | Bramki                | Mecze   | Bramki  |         |
| --------------- | --------------- | ---------------- | ------------ | ------------ | --------------- | --------------- | --------------------- | --------------------- | ------- | ------- | ------- |
| Tarpeda Żodzino | 2004            | Wyszejszaja liha | 17           | 2            | 1               | 0               | –                     | –                     | 18      | 2       |         |
| BATE Borysów    | 2004            | Wyszejszaja liha | –            | –            | 5               | 0               | –                     | –                     | 5       | 0       |         |
| BATE Borysów    | 2005            | Wyszejszaja liha | 26           | 1            | 6               | 0               | 4                     | 0                     | 36      | 1       |         |
| BATE Borysów    | 2006            | Wyszejszaja liha | 23           | 1            | 6               | 0               | 4                     | 0                     | 33      | 1       |         |
| BATE Borysów    | 2007            | Wyszejszaja liha | 20           | 0            | –               | –               | 8                     | 1                     | 28      | 1       |         |
| FK Chimki       | 2008            | Priemjer-Liga    | 8            | 1            | 1               | 0               | –                     | –                     | 9       | 1       |         |
| BATE Borysów    | 2008            | Wyszejszaja liha | –            | –            | 1               | 0               | –                     | –                     | 1       | 0       |         |
| BATE Borysów    | 2009            | Wyszejszaja liha | 12           | 3            | 7               | 0               | 5                     | 0                     | 24      | 13      |         |
| BATE Borysów    | 2010            | Wyszejszaja liha | 11           | 0            | 1               | 0               | –                     | –                     | 12      | 0       |         |
| Suma            | Tarpeda Żodzino | Tarpeda Żodzino  | 17           | 2            | 1               | 0               | –                     | –                     | 18      | 2       |         |
| Suma            | FK Chimki       | FK Chimki        | 8            | 1            | 1               | 0               | –                     | –                     | 9       | 1       |         |
| Suma            | BATE Borysów    | BATE Borysów     | 92           | 5            | 26              | 0               | 21                    | 1                     | 139     | 6       |         |